# L'attrice (film 1928)
L'attrice (The Actress) è un film muto del 1928, diretto da Sidney Franklin.

## Trama
Rose Trelawney, una famosa attrice, sposa un aristocratico, Arthur Gower. Nella casa avita, però, i parenti del marito insultano i suoi compagni teatranti e Rose, offesa, se ne va via. Ancora innamorata di Gower, però, non ritorna a recitare e preferisce vivere in povertà. Sir Arthur cerca di aiutarla mettendo in scena una sua commedia. A sua insaputa, recita anche lui: la commedia riscuote un grande successo e in famiglia ritorna l'armonia.

## Produzione
Il film fu prodotto dalla Metro-Goldwyn-Mayer (MGM)

## Distribuzione
Distribuito dalla Metro-Goldwyn-Mayer (MGM), uscì nelle sale USA il 28 aprile 1928. Nello stesso anno, fu distribuito anche in Germania dalla Paramount-Ufa-Metro-Verleihbetriebe GmbH (Parufamet).
Conosciuto anche sotto il nome di Trelawney of the Wells, il film viene considerato presumibilmente perduto.